# ЛуТЭК-Энергия
«ЛуТЭК-Энергия» — российский любительский футбольный клуб из посёлка городского типа Лучегорска Приморского края. Основан в 2006 году. Шестикратный победитель зоны «Дальний Восток» ЛФЛ. Расформирован в 2018 году.

## Названия
2006—2008 — «ЛуТЭК»
2009—2018 — «ЛуТЭК-Энергия»

## История

### 2006—2007
В сентябре 2005 года в Лучегорске было введено в строй футбольное поле с искусственным покрытием. Клуб «ЛуТЭК-Энергия» был основан в начале 2006 года по инициативе генерального директора ОАО «Дальневосточная энергетическая управляющая компания» Виктора Мясник.
Главный тренер — Павел Михайлович Палатин — перешёл в коллектив из ФК «Смена». Вместе с братом Александром за новый клуб тогда играл и полузащитник Сергей Сусин — сын старшего тренера Владимира Сергеевича Сусина.

Мы всегда отслеживаем группу молодых игроков. В Хабаровске я знаю почти всех наиболее перспективных. Но мы начали работу с Павлом Палатиным почти с нуля, не привлекая опытных игроков. Мы делаем упор на ребят 1983-1986 годов рождения, таких в команде большинство. Дело в том, что воспитав спортсмена, ты знаешь его возможности; футболист, в свою очередь, с полуслова понимает тренера. Конечно, воспитание молодых кадров — дело хлопотное и долгое, но считаю, что года через два наш резерв подрастёт. — Владимир Сусин
2006 год «ЛуТЭК-Энергия» завершил на втором месте и в чемпионате, и в кубке Приморья. В турнирной таблице лучегорскую команду на два очка опередил «Авиатор» из города Артём. Тем не менее, именно у серебряного призёра было меньше всего пропущенных мячей (19). Лучшим игроком первенства стал Александр Сусин, забивший 17 голов. В финале краевого кубка «ЛуТЭК» уступил уссурийскому «Мостовику» — 0:2.
В межсезонье клуб покинули сразу 10 футболистов. Их заменили Александр Иванов, Максим Саранчин, Александр Шмонин и ещё восемь человек. На этот раз «ЛуТЭК» выиграл чемпионат Приморского края с отрывом в 11 очков от ближайших преследователей. Лучшим бомбардиром стал Иванов (на его счету 18 мячей). В решающем матче кубка команда переиграла «Локомотив» из Уссурийска в серии пенальти — 4:2.

### 2008—2009
Успешное выступление на местном уровне дало лучегорцам право участвовать и в первенстве ЛФЛ. Пять футболистов не стали продлевать контракты. Коллектив пополнили Владимир Чёрный, Алексей Михайлов, воспитанник местной детско-юношеской школы Дмитрий Минкевич.
Вновь разрыв между «энергетиками» и «авиаторами» в  чемпионате Приморья составил 11 очков. Преимущество «ЛуТЭКа» в третьем дивизионе было ещё бо́льшим (19 баллов). Команда в сезоне 2008 дважды сыграла вничью, не потерпев ни одного поражения. Александр Иванов стал самым результативным игроком обоих турниров (в дальневосточном первенстве первую позицию с ним поделил Михайлов). Клуб стал обладателем кубка края, победив в финале уссурийский «Мостовик-Локомотив» — 2:1 (ранее эта команда называлась просто «Локомотив»; соперники встречались на данной стадии и годом ранее).
Зимой из коллектива ушли Кандалинцев и Михайлов. Полузащитник помог «Мостовику» выиграть первенство Приморского края 2009 года. Лучегорцы заняли вторую позицию с отставанием в 6 очков. Вадим Терещенко стал автором 19 мячей, Евгений Карпунов отличился 15 раз.
В упорной борьбе прошёл турнир ЛФЛ. «ЛуТЭК-Энергия» защитил титул чемпиона этого соревнования. Лучшим бомбардиром команды снова стал Вадим Терещенко, забивший 10 голов. Клуб взял реванш у уссурийского «Мостовика» за проигрыш в решающем противостоянии регионального кубка 2006 года. Точные удары нанесли Шмонин (с 11-метровой отметки), Иванов и Карпунов. Ошибок в обороне гости не допустили — 3:0.

### 2010—2011
Центральный полузащитник Александр Сусин в новом сезоне выступал за «Псков-747» под 13-м номером. Продолжили карьеру в других командах ещё 7 человек, в том числе Сергей Сусин, Александр Шмонин, Максим Саранчин, Вадим Терещенко,  Виктор Навродский и вратарь Алексей Мисерчук. Новички «ЛуТЭКа» — Целуйко, Ряхин, Червяков, Посаженников, Фатуллаев и др.
С нулём в графе «поражения» и первой позицией в таблице завершилось для клуба первенство России в зоне «Дальний Восток». Коллектив завоевал золото и в чемпионате Приморья. Александр Иванов, как и в сезоне 2008, выиграл снайперскую гонку (итоговый результат — 33 мяча). Голы Алексея Ряхина, Николая Киденко и того же Иванова принесли «энергетикам» победу в кубке края. В составе «Авиатора» один раз отличился Сайко.
Ротация состава в межсезонье затронула всю центральную линию. Ушёл из лучегорской команды и помощник тренера Андрей Молчанов. Из «Мостовика» в клуб вернулся Шмонин. Его тёзка Сусин также покинул псковский коллектив. Впервые за «ЛуТЭК» выступили воспитанник Максим Данилов, Антон Вальковский, Артём Гришин и Виталий Маслов.
«Энергетики» в очередной раз выиграли чемпионат региона, второе место занял «Океан» из Находки. А в ЛФЛ равных подопечным Павла Палатина не было. Первое место в списке лучших бомбардиров поделили Александр Иванов и Сергей Фисенко из «Белогорска». В финале кубка Приморья лучегорцы сломили сопротивление «Океана» — 4:1.

### 2012—2013
Перед сезоном 2012 клубную «прописку» сменили 5 футболистов. Команда выиграла все турниры этого года, в которых участвовала. Но участвовать во втором дивизионе она по-прежнему не могла, так как вместимость арены «Энергетик» в три раза меньше установленного регламентом количества индивидуальных мест. Лучегорцы продолжали выступать в третьем дивизионе. Перед ними была поставлена задача — перейти с любительского уровня на профессиональный.

В начале лета 2013 года планируется строительство футбольного стадиона, который будет отвечать всем стандартам ПФЛ.— Павел Палатин
Перед началом сезона 2013 из «ЛуТЭКа» ушли Шмонин, Терещенко, Дюлюков, Данилов. Команда стала обладателем Кубка Приморского края, обыграв в финале «Океан» со счётом 3:1. В чемпионате региона клуб занял первое место досрочно, забив два безответных мяча в ворота «Авиатора». В заключительном туре третьего дивизиона «ЛуТЭК» обыграл «Благовещенск» со счётом 2:1, что позволило лучегорцам одержать шестую победу подряд, побив рекорд холмского «Портовика», ставшего пятикратным чемпионом Дальнего Востока.

### 2014
В 2014 году количество участников первенства ЛФЛ в зоне «Дальний Восток» увеличилось до 10, но «ЛуТЭК» прекратил выступление в этом турнире. Энергетики выиграли предсезонный турнир «Приморская весна-2014». В межсезонье в клуб перешёл защитник Андрей Чехунов. Виталий Ковалёв и Эдуард Оганесян теперь выступают за «Белогорск».
В финале Кубка Приморского края лучегорцы победили «Океан» со счётом 3:2.

## Достижения
- ЛФЛ, первенство Дальнего Востока:
  - Победитель (6): 2008, 2009, 2010, 2011, 2012, 2013
- Чемпионат Приморского края:
  - Победитель (6): 2007, 2008, 2010, 2011, 2012, 2013
  - Серебряный призёр (2): 2006, 2009
- Кубок Приморского края:
  - Обладатель (8): 2007, 2008, 2009, 2010, 2011, 2012, 2013, 2014
  - Финалист: 2006

## Рекорды в официальных соревнованиях
Самые крупные победы
| Год  | Турнир                     | Соперник                   | Счёт |
| ---- | -------------------------- | -------------------------- | ---- |
| 2006 | Чемпионат Приморского края | «Сучан» (Партизанск)       | 16:1 |
| 2010 | Кубок Приморского края     | «Спрей» (Дальнереченск)    | 8:0  |
| 2012 | Третий дивизион            | «Якутия-РСДЮФШ» (Нерюнгри) | 13:0 |

Самые крупные поражения
| Год  | Турнир                     | Соперник                      | Счёт |
| ---- | -------------------------- | ----------------------------- | ---- |
| 2006 | Чемпионат Приморского края | «Луч-Энергия»-М (Владивосток) | 2:4  |
| 2006 | Кубок Приморского края     | «Мостовик» (Уссурийск)        | 0:2  |
| 2009 | Третий дивизион            | «Факел-ШВСМ» (Якутск)         | 0:3  |